# G. Dénes György
G. Dénes György (születési neve: Guttman Dénes György, magyarosított neve: Gém Dénes György, becenevén Zsüti; Budapest, 1915. június 10. – Budapest, 2001. február 26.) Kossuth-díjas költő, dalszövegíró, zeneszerző. A nevében a „G” a családnevére utal.
Eredetileg „Guti”-nak becézték, de Karády Katalin franciásan mindig „Zsüti”-nek szólította, így ragadt rá közismert beceneve. Szerzői kódja az ISWC adatbázisában: 00143105517

## Élete, munkássága
Budapesten, a Terézvárosban született Guttman Béla (1882–1940) nagykereskedő és Knöpfler Aranka (1891–1951) gyermekeként. Apai nagyszülei Guttman Jakab és Bien Janka (1856–1937), anyai nagyszülei Knöpfler Ignác Ozer kereskedősegéd és Weiss Terézia (Rézi) voltak. A Fasori Gimnáziumban érettségizett. Már kisdiák korában jelentek meg versei a Színházi életben. Első dalszövegét 16 évesen írta Chopin zenéjére (Száz éve már). Húszéves korában adta közre első operettverseit, és 22 éves volt, amikor megírta első operettjét.
A második világháború utáni évektől sorozatban kerültek ki tolla alól a népszerű slágerek, 1945-ben a Durium-Pátria hanglemeztársaság tizenkét szerzeményét adta ki, 1946-ban nyolcat, 1947-ben 26-ot. Sokat Karády Katalin énekelt, ezért többen Karády házi szerzőjének tartották. Slágerei egy részét ma is ismerik, például a Csinibaba, a Megáll az idő, a Járom az utam, a Nekünk találkozni kellett, a Sajnos szeretem, a Haccacáré, az Ez történt Lellén.
Később az érdeklődése egyre jobban a musicalre irányult, sok külföldön futó musicalt lefordított, így a Hello Dollyt, a Hegedűs a háztetőnt, a West Side Storyt, a Kabarét, a Chicagót, a My Fair Ladyt.
Számtalan magyar filmhez és zenés darabhoz írt dalszövegeket (Majd a papa, Bekopog a szerelem, Köztünk maradjon, A kutya, akit Bozzi úrnak hívtak), munkája annyira egyedi és jellegzetes volt, hogy műfajt teremtett: nevéhez fűződik a „Zsüti”-műfaj megteremtése. Hihetetlen termékenységgel ontotta a dalszövegeket, sokszor első hallásra. A Makin’ whoopee világslágerhez első nekifutásra írta az Ez történt Lellén  szövegét Fényes Katónak, majd ugyanezzel a címmel, de már majdnem fordítás jelleggel, Kazal Lászlónak, végül egy harmadik, még közelebbi változat hallható a Kern András rendezésében és főszereplésével készült Sztracsatella című filmben. Fényes Kató előadásában jelent meg az Egy őszhajú asszony. A lemez címkéjén a szövegíró Guthi György néven szerepel.
A szakma imádta, a hivatalos elismerés azonban sokáig elkerülte. Nyolcvanéves korában kapta első komolyabb elismerését, egy EMeRTon-díjat. Ezután sorozatban követték egymást a kitüntetések, a posztumusz Kossuth-díjjal bezárólag.

## Díjai, kitüntetései
- 1995 – EMeRTon-díj
- 1996 – Huszka Jenő-díj
- 1995 – A Magyar Köztársasági Érdemrend kiskeresztje
- 2000 – A Magyar Köztársasági Elnök Aranyérme
- 2001 – Fényes Szabolcs-díj
- 2001 – Kossuth-díj (posztumusz)
- 2015 – Zugló díszpolgára (posztumusz)[11]